# Jakob välsignar Manasse och Efraim
Jakob välsignar Manasse och Efraim (nederländska: Jacob zegent Ephraïm en Manasse) är en oljemålning av den nederländske konstnären Rembrandt. Den målades 1656 och är utställd på Gemäldegalerie Alte Meister på Schloss Wilhelmshöhe i Kassel. 
Målningen visar den döende patriarken Jakob som välsignar sina sonsöner Manasse och Efraim. Barnen står intill sängen, omgivna av sina föräldrar Josef och Asenat. I Första Moseboken (kapitel 48) förklaras att Manasse var den äldre, men att Jakob uttalade den traditionella välsignelsen över den förstfödde till Efraim. Välsignelsen skedde genom att patriarken lade sin högra hand på den förstföddes huvud. Josef hade ställt barnen så att Jakob skulle kunna lägga sin högra hand på Manasses huvud. Jakob lade då sina händer i kors för att välsigna Efraim som den förstfödde. När Josef förklarade att Manasse var den äldre svarade Jakob: Jag vet det, min son, jag vet det. Också av honom [Manasse] skall ett folk komma, också han skall bli stor. Men hans yngre bror skall ändå bli större än han, och hans avkommor ska bli ett talrikt folk.    
Efter inledande framgångar i Amsterdam hade Rembrandts liv efter hustruns Saskia Uylenburghs bortgång 1642 kantats av motgångar. Jakob välsignar Josefs barn tillkom samma år som konstnären gick i personlig konkurs. Under enkla förhållanden skedde under denna tid en konstnärlig fördjupning från högbarockens bravur till en lyrisk rofylldhet och ett större allvar.
Målningen förvärvades omkring 1751 av Vilhelm VIII av Hessen-Kassel och än idag är den kvar i Kassel och utställd på slottet Wilhelmshöhe. 